# Blaesoxipha opifera
Blaesoxipha opifera is een vliegensoort uit de familie van de dambordvliegen (Sarcophagidae). De wetenschappelijke naam van de soort is voor het eerst geldig gepubliceerd in 1892 door Daniel William Coquillett.
De soort komt voor in Noord-Amerika. Larven van deze soort zijn aangetroffen als parasieten van de veldsprinkhanensoort Opeia obscura.